# Jazz in the Space Age
Jazz in the Space Age est un album du compositeur de jazz George Russell enregistré en 1960 et édité en 1961.

## Historique
Les titres qui composent cet album ont été enregistrés à New York entre mai et août 1960.
Cet album fut publié pour la première fois en 1961 par le label Decca  (DL 9219).

## Titres de l’album
Tous les titres sont des compositions de George Russell.
| No | Titre                    | Durée  |
| -- | ------------------------ | ------ |
| 1. | Chromatic Universe. No 1 | 3:33   |
| 2. | Dimensions               | 13:11  |
| 3. | Chromatic Universe. No 2 | 3 :47  |
| 4. | The Lydiot               | 10 :05 |
| 5. | Waltz from Outer Space   | 10:05  |
| 6. | Chromatic Universe. No 3 | 4 :55  |

## Personnel
- Alan Kiger[1], Ernie Royal, Marky Markowitz**: trompette
- Dave Baker, Frank Rehak, Bob Brookmeyer** : trombone
- Jim Buffington* : cor
- Walt Levinsky*, Hal McKusick** : saxophone alto
- Dave Young : saxophone tenor
- Paul Bley, Bill Evans : piano
- Howard Collins, Barry Galbraith : guitare
- Milt Hinton : contrebasse
- Don Lamond*, Charlie Persip** : batterie
- George Russell : direction, « chromatic drums »[2]

Les musiciens signalés par* ne jouent que sur les pistes 1, 3, 4 et 6. Les musiciens signalés par** ne jouent que sur les pistes 2 et 5

## À propos de l'album
- Sur cet album, George Russell s'écarte définitivement jazz modal[4] pour passer à une écriture de type atonale (« pan-tonale », pour reprendre son néologisme). Russell revendique aussi une écriture « pan-rythmique »[5]. Les pièces offertes sur cet albums sont à la fois très écrites et très libres[6]. Russell avait déclaré peu avant cet album son admiration pour le free jazz et les théories « harmolodiques » d'Ornette Coleman. Russell ira plus loin dans ses œuvres ultérieures, intégrant à sa musique des éléments puisés dans la musique concrète, la musique électronique et le rock.